# Боровичке Њиве
Боровичке Њиве су насељено место у Босни и Херцеговини, у општини Вареш, које административно припада Федерацији Босне и Херцеговине. Према попису становништва из 1991. у насељу је живело 35 становника. По попису из 2013. у селу је живело свега 5 становника.

## Становништво
Национални састав становништва по попису из 1991:
Укупно 35 становника, од тога:
- Хрвати: 35